# Patricio Damm
Patricio Damm Van Der Valk, diplomático chileno  fue embajador de Chile en Portugal (2012-?). Ha sido embajador de Siria (2010-2012), Cónsul General de Chile en Londres (Reino Unido), Nueva York (Estados Unidos), Cónsul en Mar del Plata (Argentina) y Seúl (República de Corea).

## Biografía
Patricio Damm se tituló de Administrador Público y se licenció en Ciencias Políticas en la Universidad de Chile, luego de terminar su enseñanza secundaria en el colegio "The Grange School". Una de sus primeras experiencias laborales fue como administrador general del museo de cera "Dupuytren de París", consiguiendo exhibiciones en Santiago, Lima y Arequipa, en Perú.
En el servicio exterior, Damm se ha desempeñado como cónsul general de Chile en Nueva York (Estados Unidos) y Londres (Reino Unido) y Cónsul en Mar del Plata (Argentina) y Seúl (República de Corea), donde también ocupó el rol de Segundo Secretario. Asimismo, fue Consejero de nuestras Embajadas en Malasia, Sudáfrica y en la Misión de Chile ante las Naciones Unidas en Nueva York, lugar en el que además se le asignó como Primer Secretario. Adicionalmente, fue Encargado de Negocios en la República Popular China.
Patricio Damm cuenta con una amplia trayectoria dentro del Ministerio de Relaciones Exteriores, donde inició su carrera diplomática trabajando en la Dirección Consular y la de Ceremonial y Protocolo. Además, en la Dirección de Asia Pacífico ha ocupado diversos roles, como Ministro Consejero, Consejero, Subdirector y Subdirector Adjunto. Fue también Jefe del Departamento de Planificación en la Dirección que lleva el mismo nombre y Jefe del Departamento de Naciones Unidas en la Dirección de Política Multilateral. La República Árabe Siria nuevo embajador Extraordinario y Plenipotenciario de Chile en ese país.